# André Cartier
Pour les articles homonymes, voir Cartier.
André Cartier est un acteur québécois né le 24 décembre 1945 et mort à Dunham le 22 mai 2020. Il est connu pour son rôle d'André dans la série pour enfants Passe-Partout. 

## Biographie
Alors qu'il est jeune comédien, il participe à la comédie musicale Les posters, de Louis-Georges Carrier et Claude Léveillée, qui est présentée au Théâtre du Rideau-Vert. Écrivain, il a publié en 1997 un roman intitulé Pays-Perdu aux éditions internationales Alain Stanké. 
En 1988, il a fondé le Regroupement V.I.E. (Vers un Idéal Écologique) en compagnie d'un groupe de citoyens de Contrecœur. Les buts du regroupement étaient de défendre et de protéger l'intégrité de l'environnement ainsi que d'éveiller et de sensibiliser tout citoyen à ses droits, obligations et responsabilités face à l’urgence de protéger son environnement et de promouvoir des mœurs et habitudes de vie saine et respectueuse de l'environnement.
André meurt d'un cancer à sa résidence de Dunham le 22 mai 2020 à l'âge de 74 ans.

## Filmographie
- 1959 : La Cellule (téléthéâtre de Marcel Dubé)
- 1969 - 1970 : Les Oraliens : le Furotte
- 1969 - 1971 : Sol et Gobelet : faux aveugle (ép. La statue erre)
- 1969 - 1972 : Quelle famille! (série télévisée) : Alain Martel
- 1972 : Brutalités amoureuses (House of Lovers) : Neil / Luc
- 1972 - 1974 : Clak : Toffu
- 1973 : Des armes et les hommes
- 1973 : Taureau : Niaiseux
- 1974 - 1977 : Youhou (série télévisée) : André
- 1975 : Partis pour la gloire
- 1977 - 1980 : Animagerie : Voix variées
- 1977 - 1981 : Passe-Partout (série télévisée) : André
- 1979 - 1985 : Pop Citrouille (sketches)
- 1982 : Peau de banane (série télévisée) : Sergent Ouellette
- 1982 : Vaut mieux en rire (comédie)
- 1982 : La Bonne Aventure (série télévisée) : Pierre Savoie
- 1984 - 1992 : Entre chien et loup (série télévisée) : Wilfrid Bernier
- 1997 : Un homme (TV)
- 2000 : Futur en direct (court-métrage) : Dr Émard